# Sigma Coronae Borealis
Sigma Coronae Borealis (σ Coronae Borealis, förkortat Sigma CrB, σ CrB) som är stjärnans Bayerbeteckning, är en kvintipelstjärna belägen i den mellersta delen av stjärnbilden Norra kronan. Den har en kombinerad skenbar magnitud på 5,55 och är synlig för blotta ögat där ljusföroreningar ej förekommer. Konstellationen innehåller tre solliknande stjärnor i huvudserien och två följeslagare med mindre massa. Av dessa är Sigma Coronae Boreulis A, den variabla stjärnan TZ Coronae Borealis. Baserat på parallaxmätning inom Hipparcosuppdraget på ca 43,9 mas, beräknas den befinna sig på ett avstånd på ca 73 ljusår (ca 23 parsek) från solen.

## Egenskaper
Primärstjärnan Sigma Coronae Borealis A är en utvecklad vit till gul stjärna i huvudserien av spektralklass F6 V. Den har en massa som är ungefär lika stor som solens massa, en radie som är ca 1,7 gånger större än solens och utsänder från dess fotosfär ca 3,4 gånger mera energi än solen vid en effektiv temperatur på ca 5 900 K.

## Systemkomponenter
De starkast lysande komponenterna i Sigma Coronae Borealis bildar en visuell dubbelstjärna, först upplöst på 1800-talet och betecknas Sigma Coronae Borealis A och B. Senare har beteckningarna Sigma2 och Sigma1 Corona Borealis kommit i bruk. Något förvirrande betecknas den ljusare komponenten A som Sigma2 eftersom den har högre uppstigning. En tredje komponent, separerad med ett minimum av 14 000 AE, har en gemensam rörelse med huvudsystemet och är fysiskt associerad. Den är noterad i Washington Double Star Catalog (WDS), en sammanställning av observationer av dubbelstjärnor, som komponent E, men brukar kallas Sigma Coronae Borealis C.
Sigma2 Corona Borealis är i sig själv en snäv dubbelstjärna. Här ligger de två stjärnorna extremt nära med en kort rotationsperiod på 1,14 dygn och separerad med endast 0,0279 AE vilket gjort det möjligt för de två stjärnorna att utöva tidvatteneffekt på varandra, som leder till synkronisering av deras rotation. De har också klassificerats som RS Canum Venaticorum-variabler, aktiva stjärnor, som visar variationer i sin skenbara magnitud på grund av ”solfläckar” på deras yta. Trots att Sigma2 Corona Borealis två stjärnor är separerade med endast ungefär varje stjärnas diameter, upplöstes de med hjälp av CHARA optical interferometer vid Mount Wilson Observatory. Primärstjärnan är 13,7 procent mer massiv än solen, medan följeslagaren är 9,0 procent mer massiv än solen, och båda har en radie som är ca 24 procent större än solens.
Sigma Coronae Borealis C, även känd som HIP 79551, framträder som en röd dvärg av spektraltyp M2.5V. Den är också en dubbelstjärna, med en följeslagare med en omloppsperiod på 52 år och en massa på ca 10 procent av solens detekterad genom astrometri. 
Den spektroskopiska dubbelstjärnan Sigma2 Coronae Borealis är en RS Canum Venaticorum-variabel. Det varierar i magnitud med 0,05 enheter med en period på 1,139789 dygn, samma som omloppsperioden. Ljusförändringarna orsakas av variationer i ljusstyrkan på stjärnornas yta, beroende på gigantiska ”solfläckar”. Variabla stjärnbeteckningar ges inte till stjärnor med Bayerbeteckning, men i detta fall identifieras endast en komponent av Sigma Coronae Borealis som variabel och har beteckningen TZ Coronae Borealis.